# 埃德温·霍华德·阿姆斯特朗
埃德温·霍华德·阿姆斯特朗（英語：Edwin Howard Armstrong，1890年12月18日—1954年1月31日），美国无线电工程师，调频广播技术的发明者。

## 生平
1913年毕业于哥伦比亚大学，1912年发明再生式振荡器，柵檢波發明人,電子管研究先驅及再生式電路 (Regenerative Circuit)的奠基人, 超再生及超外差收音機的發明人。
曾前往第一次世界大战的欧洲战场为美军效力，后任哥伦比亚大学教授，1918年发明了超外差收音机，1933年，获得了有关频率调制的发明专利权，频率调制的广播方式解决了无线电收音机的天线和噪音问题。后纠缠于调频专利权與工業巨頭的長期法律訴訟及稅務糾紛，加之病魔缠身，于1954年1月31日以火爐挑灰棒打傷妻子手臂後由十三樓的家跳下自殺。